# Bosc-Bordel

Bosc-Bordel este o comună în departamentul Seine-Maritime, Franța. În 1 ianuarie 2022 avea o populație de 453 de locuitori.